# Родинское сельское поселение (Костромская область)
Ро́динское се́льское поселе́ние — упразднённое муниципальное образование в Межевском районе Костромской области.
Административный центр — посёлок Центральный.
Законом Костромской области от 26 апреля 2021 года № 76-7-ЗКО к 7 мая 2021 года упразднено в связи с преобразованием Межевского района в Межевской муниципальный округ.

## История
Родинское сельское поселение образовано 30 декабря 2004 года в соответствии с Законом Костромской области № 237-ЗКО, установлены статус и границы муниципального образования.

## Население
| 2008 | 2010 | 2012 | 2013 | 2014 | 2015 | 2016 |
| ---- | ---- | ---- | ---- | ---- | ---- | ---- |
| 306  | ↘242 | ↘226 | ↘209 | ↘195 | ↘184 | ↘174 |
| 2017 | 2018 | 2019 | 2020 |      |      |      |
| ↘160 | ↘150 | ↘142 | ↘140 |      |      |      |

## Состав сельского поселения
| № | Населённый пункт | Тип населённого пункта          | Население |
| - | ---------------- | ------------------------------- | --------- |
| 1 | Центральный      | посёлок, административный центр | ↘140      |